# Daniel Kraus
Daniel Kraus (* 11. Mai 1984 in Leipzig) ist ein deutscher Fußballtrainer und ehemaliger Fußballtorwart.

## Karriere als Spieler
Kraus spielte in der Jugend für Einheit Rottleben und Eintracht Sondershausen. 1997 wechselte er zum FC Carl Zeiss Jena. In der Regionalliga-Saison 2005/06 bestritt Kraus die ersten fünf Saisonspiele für die Thüringer. Dann zog er sich einen Kreuzbandriss zu und wurde von Christian Person als erster Torhüter abgelöst. Auch ohne weiteren Einsatz stieg er mit Carl Zeiss in die 2. Bundesliga auf. Im ersten Zweitligajahr kam er am 28. Spieltag gegen die SpVgg Greuther Fürth zu seinem ersten Zweitligaeinsatz. Er wurde in der 22. Minute für den verletzten Georgi Lomaia eingewechselt. Es blieb sein einziger Saisoneinsatz. In der Saison 2007/08 bestritt er acht Liga-Spiele und stieg am Saisonende mit Jena in die 3. Liga ab.
Nachdem er zwischenzeitlich nicht mehr im Kader des FC Carl Zeiss Jena aufgeführt wurde, gehörte Daniel Kraus in der Rückrunde der Saison 2009/10 wieder zur ersten Mannschaft und beendete nach dieser Spielzeit seine Karriere als Torwart.

## Trainer
Ab dem 17. Juli 2010 war er Torwarttrainer der Frauen-Bundesliga-Mannschaft FF USV Jena. Nach der Entlassung von Cheftrainer Thorsten Zaunmüller wurde er vom Verein zunächst als Interimstrainer verpflichtet. Da er nicht die vom DFB geforderte A-Lizenz besitzt, um dauerhaft als Cheftrainer des Bundesligisten zu arbeiten, wurde er Anfang 2011 vom ehemaligen DDR-Nationalspieler Konrad Weise abgelöst, blieb aber ebenso Assistenz-Trainer wie unter Martina Voss-Tecklenburg. Nach deren Weggang Anfang Februar übernahm er das Team erneut interimsmäßig und stieg dann am 14. Februar 2012 zum offiziellen Cheftrainer auf. Am 13. Juli 2012 wurde er als Torwarttrainer des FC Carl Zeiss Jena vorgestellt, bleibt jedoch hauptberuflich Trainer von FF USV Jena. Am 14. März 2016 verkündete der FF USV Jena, dass Kraus seinen Vertrag nicht verlängern wird und als Cheftrainer zur SGS Essen geht. Dort war er drei Jahre lang tätig. Am 30. November 2018 unterschrieb Kraus einen Vertrag beim SC Freiburg als Nachfolger von Jens Scheuer als Cheftrainer mit Start der Frauen-Bundesliga Saison 2019/2020.